# 돌무지

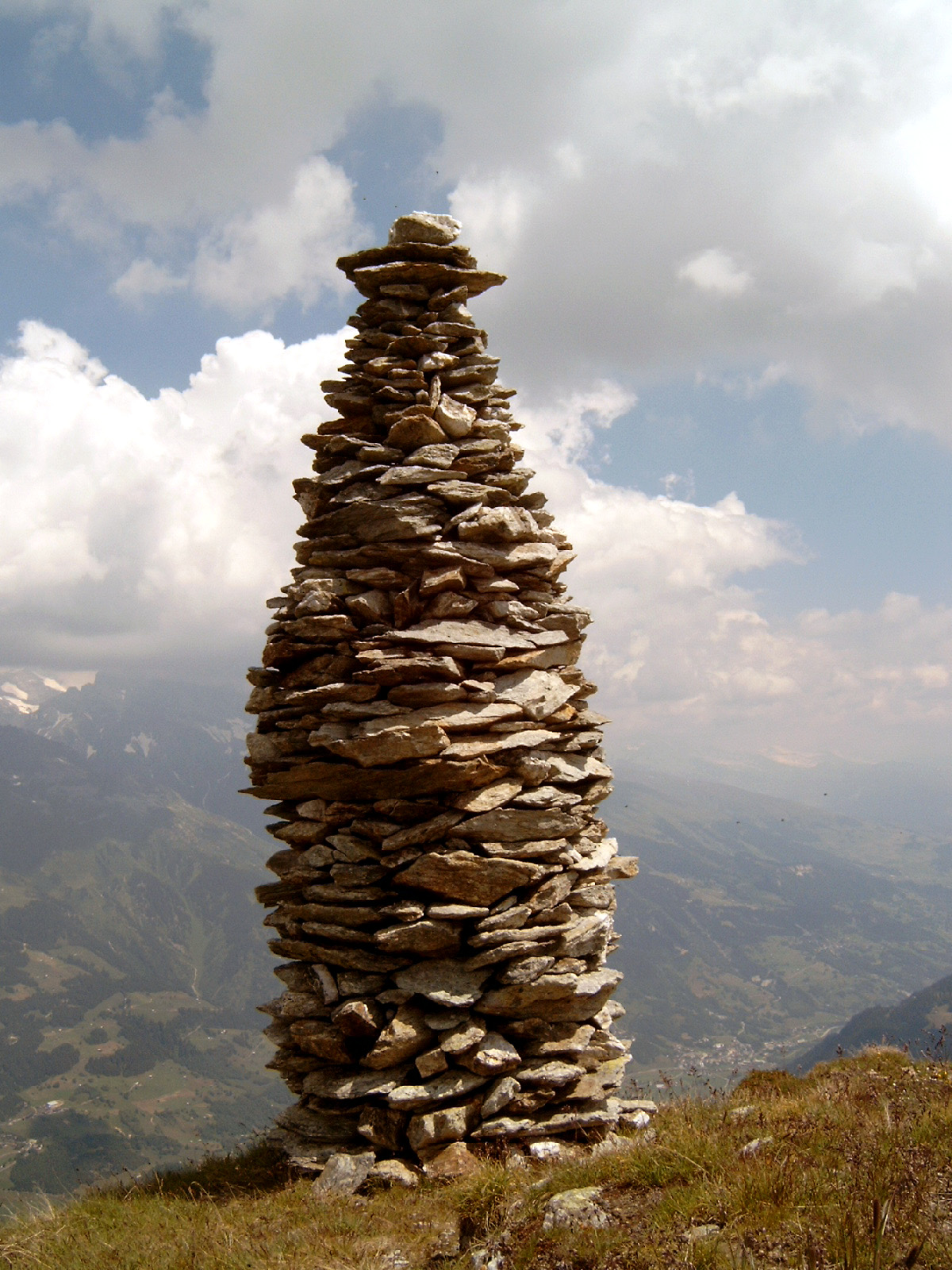
스위스 그라우뷘덴주에서 산 정상을 표시하기 위해 세워진 돌무지.

돌무지(cairn)는 인간이 의도적으로 돌을 쌓아올린 무더기다.
불과 돌 몇 개를 쌓아올린 것부터 산더미처럼 거대한 것까지 다양하다. 돌무지를 쌓는 이유도 다양하다. 위치를 표시하는 이정표 혹은 랜드마크로 삼기도 하고, 신앙적 목적으로 쌓기도 한다. 단순한 유흥으로 쌓기도 한다. 돌무지를 쌓아 무덤으로 조성한 고분을 돌무지무덤(적석총)이라고 한다. 돌무지무덤은 다른 건축요소와 결합되어서 돌무지돌방무덤(적석석실묘), 돌무지덧널무덤(적석목곽묘) 등의 양식으로 다양하게 파생된다.
돌무지는 동서고금을 막론하고 전세계적으로 발견된다.

## 같이 보기
- 지계표
- 메쌓기
- 이눅슈크
- 돌 균형잡기
- 석비